# 546
Évszázadok: 5. század – 6. század – 7. század
Évtizedek: 490-es évek – 500-as évek – 510-es évek – 520-as évek – 530-as évek – 540-es évek – 550-es évek – 560-as évek – 570-es évek – 580-as évek – 590-es évek
Évek: 541 – 542 – 543 – 544 –  545 – 546 – 547 – 548 – 549 – 550 – 551

## Események

### Bizánci Birodalom
- A bizánci-gót háborúban Totila osztrogót király egész évben ostrom alatt tartja Rómát, amelynek lakói éheznek. Végül december 17-én éjszaka katonái megmásszák a falat és kinyitják a Porta Asinariát. A gótok kifosztják a várost, amelyből szinte a teljes lakosság elmenekült, és lerombolják falainak harmadát, majd elvonulnak. Totila a legmagasabb rangú római egyházi személyt, Pelagiust elküldi Iusztinianosz császárhoz Konstantinápolyba, hogy a békéről tárgyaljon, de a császár az itáliai erőinek parancsnokához, Belisariushoz irányítja őt. Ebben az évben a gótok Piacenzát is elfoglalják.
- Az év végén vagy a következő év elején a foglyul ejtett Vigilius pápa megérkezik Konstantinápolyba, de továbbra sem hajlandó elfogadni Iusztinianosz császár háromcikkely-rendeletét.
- Észak-Afrikában a katonalázadások és a berberek felkelése miatt továbbra is kaotikus a helyzet. Guntharic, Numidia hercege megostromolja Karthágót és megöli a császár által kinevezett kormányzót, Aerobindoszt. Röviddel később viszont Artabanész főtiszt egy lakomán meggyilkolja Guntahricot és eljegyzi Aerobindosz özvegyét, Praiektát (a császár unokahúgát).

### Európa
- Waltharit, a longobárdok kiskorú királyát nagybátyja, Audoin meggyilkolja és maga foglalja el a trónt.

## Halálozások
- Walthari, longobárd király

## Fordítás
- Ez a szócikk részben vagy egészben  a(z)   546 című angol Wikipédia-szócikk ezen változatának fordításán alapul.  Az eredeti cikk szerkesztőit annak laptörténete sorolja fel. Ez a jelzés csupán a megfogalmazás eredetét és a szerzői jogokat jelzi, nem szolgál a cikkben szereplő információk forrásmegjelöléseként.